# Apófis (mitologia)
Na mitologia egípcia, Apepe (/ˈæˌpɛp/ ou /ˈɑːˌpɛp/; também escrito Apepi or Aapep) ou Apófis em grego (/ˈæpəfɪs/; no antigo grego: Ἄποφις) era a personificação egípcia do caos (ı͗zft em egípcio) e por isso era o oponente da luz e de Ma'at (personificação da ordem/verdade) e conhecido como "Senhor do Caos". 
Nas artes egípcias, era representado como uma serpente gigante e seu nome foi reconstruído por estudiosos de história egípcia como *ʻAʼpāp(ī), já que ele foi escrito como ꜥꜣpp(y) e foi transcrito na língua copta como Ⲁⲫⲱⲫ Aphōph. Apófis foi primeiramente mencionado na VIIIª Dinastia e foi homenageado nos nomes de Apepi, faraó da XIVª Dinastia e de Apófis, o Grande Rei dos hicsos.